# Полуханово
Полуханово — деревня в Клинском районе Московской области, в составе Городского поселения Клин. Население — 115 чел. (2010). До 2006 года Полуханово входило в состав Ямуговского сельского округа.

## Расположение
Деревня расположена в центральной части района, фактически, примыкая к западной окраине города Клин, на левом берегу реки Липня (левый приток Сестры), высота центра над уровнем моря 154 м. Ближайшие населённые пункты — Папивино на западе и Ильино на юге.

## Население
| 2002 | 2006 | 2010 |
| ---- | ---- | ---- |
| 83   | ↗87  | ↗115 |